# Hail, Caesar!
Hail, Caesar! is een Brits-Amerikaanse film uit 2016, geschreven en geregisseerd door Joel en Ethan Coen. De film ging op 1 februari in première in Los Angeles en werd geselecteerd als openingsfilm van het Internationaal filmfestival van Berlijn 2016.

## Verhaal
Hollywood in de jaren 1950 en Eddie Mannix is een manusje-van-alles die alle dagelijkse problemen oplost in de filmstudio's. Zelfs als de hoofdrolspeler van de productie getiteld Hail, Caesar! ontvoerd wordt en er meteen twee sensatiezoekende journalistes op zijn hielen zitten, blijft hij kalm. Maar wanneer er nog zwaardere uitdagingen op hem afkomen moeten er buitengewone acties ondernomen worden.

## Rolverdeling
| Acteur             | Personage                        |
| ------------------ | -------------------------------- |
| Josh Brolin        | Eddie Mannix                     |
| George Clooney     | Baird Whitlock                   |
| Alden Ehrenreich   | Hobie Doyle                      |
| Ralph Fiennes      | Laurence Laurentz                |
| Scarlett Johansson | DeeAnna Moran                    |
| Frances McDormand  | C.C. Calhoun                     |
| Tilda Swinton      | Thora Thacker / Thessaly Thacker |
| Channing Tatum     | Burt Gurney                      |
| Jonah Hill         | Joe Silverman                    |

## Prijzen en nominaties
| Jaar | Prijs                    | Categorie                 | Genomineerde(n)           | Resultaat |
| ---- | ------------------------ | ------------------------- | ------------------------- | --------- |
| 2016 | National Board of Review | Top 10 films van het jaar | Top 10 films van het jaar | Gewonnen  |

## Productie
Het eerste idee voor de film ontstond in 2004 en de gebeurtenissen zouden plaatsvinden in de jaren 1920 over acteurs in een theaterstuk over het oude Rome. Pas einde 2013 werd het idee door de gebroeders Coen terug opgenomen en aangepast. De filmopnames startten op 10 november 2014 in Los Angeles (Californië). De film ontving overwegend positieve kritieken van de filmcritici, met een score van 79% op Rotten Tomatoes.